# Melipona fasciculata
Melipona fasciculata är en biart som beskrevs av Smith 1854. Melipona fasciculata ingår i släktet Melipona och familjen långtungebin. Inga underarter finns listade i Catalogue of Life.